# Karl Koetschau
Karl Theodor Koetschau (né le 27 mars 1868 à Ohrdruf et mort le 17 avril 1949 à Düsseldorf) est un historien de l'art et directeur de musée allemand.

## Biographie
Koetschau passe sa jeunesse à Munich, Nuremberg et Zwickau, où il obtient son diplôme d'études secondaires en 1888. Il étudie ensuite l'histoire de l'art et l'archéologie à l'Université de Bonn. En 1893, il obtient son doctorat avec sa thèse « Barthel Beham et le Maître de Messkirch ». En 1896, il devient stagiaire à la bibliothèque ducale de Gotha (de). En 1897, il est nommé directeur des collections d'art et d'antiquités de Veste Coburg. En 1902, il devient directeur du Musée historique de Dresde. En 1907, il devient directeur du Musée national Goethe à Weimar. Du 1er avril 1909 à 1913, Koetschau est directeur de la galerie de photos et de la collection de sculptures chrétiennes du Musée empereur-Frédéric de Berlin. De 1913 à 1934, il est directeur de la collection d'art municipale de Düsseldorf et en même temps directeur du musée Hetjens (de) et du musée historique jusqu'en 1926. De 1933 à 1936, il travaille comme directeur de musée à la Pinacothèque de Berlin.
À l'initiative de Koetschau avec Gustav Pauli et Georg Swarzenski (de), l'Association allemande des musées (de) est fondée le 23 mai 1917 par 22 directeurs de musées d'art et d'histoire culturelle invités au musée Städel de Francfort-sur-le-Main.

## Publications (sélection)
- Barthel Beham und der Meister von Messkirch. Eine kunstgeschichtliche Studie. Heitz, Strassburg 1893, (Digitalisat).
- Die Anfänge der Städtischen Kunstsammlungen zu Düsseldorf. Bagel, Düsseldorf 1916.
- Goethe und Claude Lorrain. In: Wallraf-Richartz-Jahrbuch. Neue Folge Band 1, 1930, S. 261–268, JSTOR:24664312.